# Fränninge
Fränninge is een plaats in de gemeente Sjöbo in het Zweedse landschap Skåne en de provincie Skåne län. De plaats heeft 91 inwoners (2005) en een oppervlakte van 16 hectare. Fränninge wordt omringd door zowel landbouwgrond als wat bos. In de plaats staat de kerk Fränninge kyrka, de oudste delen van deze kerk stammen uit het einde van de 12de eeuw. De plaats Sjöbo ligt ongeveer vijftien kilometer ten zuidwesten van het dorp.